# حمله به کوی دانشگاه تهران (۱۳۸۸)
حمله به کوی دانشگاه تهران در ۲۵ خرداد ۱۳۸۸ مجموعه رویدادهایی بود که در این تاریخ در جریان حملهٔ نیروهای لباس‌شخصی و پلیس به کوی دانشگاه تهران رخ داد و طی آن شمار زیادی از دانشجویان مجروح شده و ۵ نفر به قتل رسیدند و بسیاری نیز بازداشت و مورد شکنجه و آزار و اذیت قرار گرفتند.
در جریان اعتراضات گستردهٔ مردمی به اعلام نتایج انتخابات ریاست جمهوری دهم که کاندیداهای رقیب احمدی‌نژاد معتقد به وجود تقلب یا تخلف در آن بودند و برخی آن را یک کودتای سیاسی نامیدند، اعتراضات گسترده‌ای در تهران و شهرهای دیگر ایران از سوی معترضان به نتایج انتخابات روی داد که با برخورد شدید نیروهای پلیس ضد شورش و شبه‌نظامیان حامی دولت روبرو شد. در یکی از این حوادث نیروهای پلیس و لباس‌شخصی به کوی دانشگاه تهران وارد شده و به ضرب‌وشتم و مجروح‌کردن دانشجویان و خسارت به اموال پرداختند.
در جریان تلاش نیروهای انصار حزب‌الله و گارد ویژه برای ورود به کوی دانشگاه تهران، بیش از پانزده نفر از دانشجویان تنها به علت اصابت گلوله به شدت مجروح شدند. به گزارش منابع دانشجویی و دفتر تحکیم وحدت و گزارش شاهدان عینی که در روزنامه بریتانیایی گاردین منعکس شد، ۵ دانشجو شامل دو دختر و سه پسر بر اثر این حملات کشته شدند و بسیاری بازداشت شده و مورد آزار و اذیت و شکنجه قرار گرفتند. بعدها در فهرست ۷۲ نفره جانباختگان حوادث پس از انتخابات ریاست جمهوری که توسط کمیته پیگیری میرحسین موسوی و مهدی کروبی (دو تن از رهبران معترضان) انتشار یافت، اسامی هفت نفر به نام‌های مصطفی غنیان، مبینا احترامی، ایمان نمازی، فاطمه براتی، محسن ایمانی، کامبیز شعاعی و کسری شرفی ذکر شد که گفته شد در این حمله کشته شده و بیشتر آن‌ها بی‌اطلاع خانواده‌ها مخفیانه به خاک سپرده شده‌اند.

## شرح حمله به کوی دانشگاه
حمله شباهت فراوانی به یورش به کوی دانشگاه در سال ۱۳۷۸ داشت با این تفاوت که نیروهای ضد شورش و لباس شخصی‌ها از سلاح‌های جدید برای حمله به دانشجویان استفاده کردند. سلاح جدید حاوی گلوله‌هایی بود که سوختگی‌هایی بر بدن دانشجویان ایجاد می‌کند. درگیری‌ها از ساعت ۹:۳۰ شب آغاز گردید و تا نیمه شب ادامه یافت. با قطع شدن ارتباطات تلفنی در ساعت ۲:۳۰ دقیقه نیروهای لباس شخصی با حمایت پلیس وارد کوی دانشگاه شده و به ضرب و شتم و سرکوب دانشجویان در خوابگاه پرداختند.
نیروهای امنیتی که دور تا دور کوی را از ساعت نزدیک به ۲۳ یکشنبه شب تحت اختیار داشتند، چند بار برای ورود به کوی تلاش کردند که این تلاش با مقاومت دانشجویان ناکام مانده بود. اما پس از آغاز حملهٔ نیروهای امنیتی به کوی دانشگاه که با پرتاب نارنجک صوتی، گاز اشک‌آور و تیراندازی زمینی به تمام درهای کوی دانشگاه همراه بود، توانستند وارد کوی دانشگاه شوند. پس از آن با حمله نیروهای لباس شخصی و انصار حزب‌الله به تجمع دانشجویان ساکن کوی دانشگاه تهران، دانشجویان ساکن کوی در اثر اصابت گلوله، زنجیر، چاقو، باتوم و چماق به شدت مجروح شدند. منابع دانشجویی و برخی از شاهدان از کشته‌شدن ۳ تا ۵ دانشجو و بازداشت ۱۰۰ دانشجو در جریان یورش به کوی دانشگاه خبر دادند. اسامی کشته‌شدگان توسط برخی منابع دانشجویی مبینا احترامی، فاطمه براتی، کسری شرفی، کامبیز شعاعی و محسن ایمانی اعلام شد و به نقل از شاهدان عینی بر اثر ضربات متعدد باتوم برقی در ناحیه سر، جان باختند، هرچند کشته شدن دانشجویان توسط منابع رسمی تکذیب شد.
همچنین یکی از فعالان دانشجویی در گفتگو با رادیو فردا مدعی حمله مهاجمان با شلیک مستقیم تیرهای فسفری و ساچمه‌ای و در نتیجه زخمی و احتمالاً کشته‌شدن عده‌ای از دانشجویان از این طریق شده‌است.
دفتر تحکیم وحدت که یک گروه دانشجویی منتقد دولت است، روز ۲۶ خرداد، طی بیانیه‌ای اعلام داشت که در حملات نیروهای امنیتی و لباس شخصی به دانشگاه‌های تهران و شیراز هفت دانشجو کشته شده‌اند. این گروه فرماندهان سپاه پاسداران و شبه‌نظامیان بسیج را مسئول واقعه دانست.
در بیانیه دفتر تحکیم وحدت آمد: «در وحشیانه‌ترین حمله در شامگاه یکشنبه ۲۴ خرداد، نیروهای انصار و لباس شخصی با سازمان‌دهی گسترده و هماهنگ به دانشجویان ساکن در کوی دانشگاه تهران حمله کردند. این افراد مجهز به انواع سلاح‌های سرد و گرم از جمله قمه و تبر بودند. در این حمله ناجوانمردانه به دانشجویان، حداقل ۵ نفر از دانشجویان دانشگاه تهران به شهادت رسیدند. محیط زندگی دانشجویان را به آتش کشیدند و به راستی ۱۸ تیر دیگری با ابعاد گسترده‌تر و ناپاکی و سفاکی بیشتر بر جای گذاشتند. باز هم اتاق‌های خوابگاه دانشگاه تهران منهدم شده و باز هم خون پاک دانشجویان بر در و دیوار آن برجای مانده‌است.»
سایر خوابگاه‌های دانشجویی در ایران از جمله دانشگاه‌های صنعتی اصفهان و شیراز نیز مورد حمله قرار گرفت؛ و همچنین طبق این بیانیه: «در دانشگاه شیراز نیز مأموران لباس شخصی، انصار و بسیج به دانشجویان این دانشگاه حمله کردند که طی این حمله حداقل ۲ دانشجوی این دانشگاه به شهادت رسیده‌اند.»
محمد هادی صادقی، رئیس دانشگاه شیراز در پی بروز خشونتها در دانشگاه، استعفا داد اما دلایل این استعفا را عنوان نکرد.
یک روز پس از انتشار این خبر، سایت دانشگاه تهران اطلاعیه‌ای صادر کرد و مدعی شد هیچ دانشجوی کشته نشده‌است.
برخی منابع دانشجویی گزارش دادند که اجساد کشته شدگان را به‌طور مخفیانه و بدون اطلاع خانواده‌هایشان دفن کرده‌اند.
روزنامه گاردین چاپ بریتانیا در تاریخ ۱۲ ژوئیه ۲۰۰۹، گزارشی در شرح وقایع حمله پس از انتخابات به کوی دانشگاه تهران از زبان شاهدان عینی چاپ کرد که جامع‌ترین گزارشی است که تاکنون از وقایع ساعات نخست دوشنبه ۲۵ خرداد ماه، منتشر شده‌است.
در این گزارش آمد: «پنج نفر جان باختند: فاطمه براتی، کسری شرفی، مبینا احترامی، کامبیز شعاعی و محسن ایمانی. آن‌ها روز بعد در بهشت زهرای تهران دفن شدند که گزارش می‌شود بدون مطلع کردن خانواده‌های آن‌ها بود. تحکیم وحدت، یک سازمان دانشجویی، نام آن‌ها را تأیید کرده‌است.»
در ادامه گزارش، گاردین نوشت: «شاهدان عینی گفتند که این دو دختر و سه پسر هدف ضربات مکرر باتوم برقی در ناحیه سر قرار گرفتند. به خانواده‌هایشان اخطار داده شد دربارهٔ بچه‌هایشان صحبت نکنند و مراسم ترحیم برگزار نکنند - مانند والدین ندا آقا سلطان، که چهره‌اش پس از پخش فیلم کشته شدن او به ضرب گلوله در خیابان، با جنبش اعتراضی مترادف شد.»
یک دانشجو حوادث یکشنبه شب را چنین برای گاردین بازگو کرد: «پلیس به داخل خوابگاه‌ها گاز اشک‌آور شلیک کرد، ما را زد، پنجره‌ها را شکست و مجبورمان کرد بر زمین دراز بکشیم. من حتی تظاهرات هم نکرده بودم اما یکی از آن‌ها رویم پرید، پشتم نشست و مرا زد؛ و بعد درحالی که تظاهر می‌کرد در جستجوی چاقو و تفنگ است، از من سوءاستفاده جنسی کرد. تهدیدمان می‌کردند که ما را حلق آویز کنند و به ما تجاوز کنند.»
به گزارش گاردین یک دانشجوی دیگر ماجرا را اینطور شرح داد: «پلیس ضد شورش در دو صف ایستادند و با بالا گرفتن سپرهایشان یک تونل تشکیل دادند. آن‌ها وادارمان کردند بارها از میان آن بدویم. ما را می‌زدند و بر سپرهایشان می‌کوبیدند. پای یکی از هم اتاقی‌هایم شکسته بود اما باز هم وادارش کردند بدود.»

## انتقال دانشجویان به وزارت کشور و شکنجه آنان
از سوی دیگر شماری از دانشجویان آزاد شده کوی دانشگاه تهران اعلام کردند بامداد دوشنبه ۲۵ خرداد، بیش از ۵۰ دانشجو توسط افراد لباس شخصی که به انواع سلاح‌های سرد و گرم مجهز بودند، بازداشت و به زیرزمین ساختمان وزارت کشور منتقل شده بودند. به گزارش خبرنامه امیرکبیر، این دانشجویان که برخی از آن‌ها در جریان حمله به کوی دانشگاه زخمی شده بودند، ساعت‌ها در زیر زمین وزارت کشور مورد ضرب و شتم و شکنجه قرار گرفتند.
یکی از فعالان دانشجویی در گفتگو با رادیو فردا تعداد بازداشت‌شدگان را حدود ۲۰۰ نفر عنوان کرد.

به مرور اطلاعات بیشتری از چگونگی شکنجه دانشجویان منتشر گردید. یکی از شاهدان می‌گوید:
نیروهای انصار و بسیج پس از آنکه عده زیادی از دانشجویان را محاصره کردند، در محوطه کوی با ضرب و شتم آن‌ها را زمین نشاندند. این در حالی بود که بسیاری از دانشجویان در همان حین جراحت‌ها و خون‌ریزی شدیدی از ناحیه دست، سر و پا داشتند و با وضعیت وخیم جسمی دستگیر شدند. سپس دانشجویان را با برخوردهای تحقیرآمیز به سمت ون‌ها و اتومبیل هائی که پیش تر جلوی درب اصلی کوی قرار گرفته بود هدایت کردند.
در طول مسیر به تحقیرآمیزترین شیوه با دانشجویان بازداشتی برخورد کردند. در کنار همه ضرب و شتم‌های جسمی دیگری که در طول راه انجام می‌شد، آن‌ها اقدام به گذاشتن جعبه‌های آهنی بر سر دانشجویان نمودند و با باتوم‌های خود به‌طور متوالی بر سر هر کدام از دانشجویان می‌کوبیدند! این در حالی بود که یکی از بازداشت شدگانی که جعبه آهنی بر سر وی گذاشته شد، خون‌ریزی شدیدی از ناحیه سر داشت و سه نقطه سر این دانشجو شکسته شده بود.
اتومبیل‌های حامل دانشجویان بازداشتی به نقاط مختلفی اعزام می‌شدند. برخی دانشجویان همان شب به بازداشتگاه‌های مختلف انتقال داده شدند و برخی دیگر نیز به طبقه منفی چهار وزارت کشور منتقل شدند. در آنجا با وحشیانه‌ترین و غیرانسانی‌ترین شیوه با دانشجویان رفتار شد.
پس از ۱۲ ساعت ندادن آب به بازداشتی‌ها، فردی پارچ آب کوچکی برای تعداد زیاد دانشجویان تشنه و مجروح شده آورد. وی پارچ آب را بالا گرفت و آن را بر روی زمین سرازیر کرد و در همین حین همه دانشجویان را مجبور کردند که به همان محل آمده و از ابی که در حال ریخته شدن بود، بخورند و به این شیوه به دانشجویان آب می‌دادند. این مسئله تصویر بسیار تکان دهنده‌ای بود. در یک حرکت نمایشی، یکی از بازجویان، خواست که به دانشجویان بهتر آب داده شود. در این هنگام یک شلنگ آوردند و از دانشجویان خواستند که از این شلنگ آب بخورند اما هنگامی که دانشجویان از آن آب خوردند متوجه شدند که آب داغ است!
آنها پس از مدت‌های طولانی ضرب و شتم و شکنجه‌های وحشیانه دانشجویان، در هنگام غذا دادن، غذا را در کف دستان دانشجویان می‌ریختند. غذای ماکارونی را در کف دستان دانشجویان ریختند و به آن‌ها گفته شد که اگر کوچکتری ذرهٔ غذا بر زمین ریخته شود ضرب و شتم خواهند شد و در چند مورد این اتفاق افتاد و دانشجویان به طرز وحشیانه‌ای مورد ضرب و شتم قرار گرفتند.
در هنگام صبحانه نیز به دانشجویان مقدار بسیار اندکی نان خشک به همراه پنیر داده شد و از آنان خواسته شد که این مقدار نان را با دیگران قسمت کنند و هم چنین به آن‌ها گفته شد که اگر ذره‌ای نان بر روی زمین بریزد، کتک خواهند خورد. این مسئله نیز به‌دلیل خشک بودن نان رخ داد و برخی بازداشت شدگان شدیداً ضرب و شتم شدند.

یک نماینده مجلس و عضو کمیته پیگیری حمله به کوی دانشگاه ضمن تأیید دست داشتن بسیجیان در این حمله گفت که ابعاد این یورش شدیدتر از حمله به کوی دانشگاه در سال ۱۳۷۸ بوده‌است.
به گزارش روزنامه گاردین و به نقل از شاهدان عینی، یک دانشجوی دیگر درحالی که گریه می‌کرد گفت: «ظرف یک ثانیه فهمیدم که این ساختمان اصلی وزارت کشور در خیابان فاطمی است. باورم نمی‌شد، سیاست‌مداران ارشد، اعضای پارلمان و بازرسان در طبقات بالایی بودند و ما در زیرزمین. شکی ندارم که در طبقات بالا مشغول تقلب در آرا بودند.»
گاردین می‌نویسد که به گفته شاهدان عینی پلیس و مأموران، زخمی‌ها را (از جمله یک دانشجو که یکی از چشمانش را در اثر اصابت گلوله پلاستیکی از دست داده بود) به حال خود رها کرده بودند و کسی به آن‌ها کاری نداشت. یک شاهد گفت: «ما به آن‌ها تمنا می‌کردیم کسانی را که بیش از دیگران آسیب دیده بودند به بیمارستان ببرند اما آن‌ها فقط می‌گفتند: ولشان کنید تا بمیرند.»

## مرگ فاطمه براتی
فاطمه براتی در جریان حمله انصار حزب‌الله و لباس شخصی‌ها به کوی دانشگاه در شامگاه ۲۴ خرداد مورد حمله و ضرب و شتم قرار گرفته و جان خود را ازدست داد. گفته می‌شود پیکر این دانشجویان بدون اطلاع به خانواده ایشان و مخفیانه در گورستان بهشت زهرای تهران به خاک سپرده شدند. نام او جزو فهرست ۷۲ دو نفره‌ای بود که پایگاه نوروز نخستین بار خبر کشته شدن آن‌ها توسط نیروهای امنیتی جمهوری اسلامی منتشر کرد. به گزارش رادیو فرانسه در این حمله شبه‌نظامیان وابسته به حکومت به جز فاطمه براتی چهار نفر دیگر به نام‌های کسری شرفی، مبینا احترامی، کامبیز شعاعی، و محسن ایمانی نیز کشته شدند. صدا و سیمای دولتی ایران مدعی نادرستی خبر شده‌است. وبگاه رسمی دانشگاه تهران نیز کشته شدن پنج دانشجو طی این حادثه را منکر شده‌است.

## مجوز شورای تأمین برای حمله
بر اساس قانون ورود نیروهای نظامی و انتظامی به کوی دانشگاه تهران تنها به درخواست رئیس دانشگاه تهران ممکن است. محسن کوهکن، سخنگوی هیئت رئیسه مجلس شورای اسلامی گفت که نیروهای انتظامی با درخواست فرهاد رهبر، رئیس دانشگاه تهران وارد کوی دانشگاه شده بودند؛ سخنانی که فرهاد رهبر آن را تکذیب کرد و اعلام داشت در آن شب هیچ‌کدام از مسئولان کوی دانشگاه حضور نداشتند.
در پی تحقیقات برخی نمایندگان مجلس روشن شد که شورای تأمین استان مجوز ورود به کوی دانشگاه را به نیروهای انتظامی و بسیجی داده‌است. پیش از این رسانه‌های دولتی ادعا کرده بودند که حمله به درخواست دانشگاه تهران انجام شده‌است.

## واکنش افراد مختلف به رویداد
- سید علی خامنه‌ای رهبر جمهوری اسلامی در ۲۹ خرداد ۱۳۸۸ در خطبه‌های نماز جمعه در دانشگاه تهران تلویحاً با چنین عباراتی به این رویداد اشاره کرد: کسانی هم به خوابگاه‌های دانشجویی حمله کرده و «دانشجویان مؤمن و حزب‌اللهی» را هدف قرار داده‌اند در حالیکه شعار حمایت از رهبری می‌دادند.[۳۲]
- فرهاد رهبر رئیس دانشگاه تهران در مصاحبه‌ای که از سیمای جمهوری اسلامی پخش شد، کشته شدن دانشجویان در حمله به کوی دانشگاه تهران را کذب محض خواند. در ادامهٔ این مصاحبه که از برنامهٔ بیست و سی پخش می‌شد دانشجویی خود را «محسن ایمانی» معرفی کرده و خاطرنشان کرد در جریان این حوادث کشته نشده و در تاریخ حمله در کوی دانشگاه حضور نداشته‌است.
- محمدعلی جعفری فرمانده سپاه پاسداران در مصاحبه‌ای سه هفته پس از حادثه با اشاره به «خرابکاری» و حمله «گروه‌های تندرو» به کوی دانشگاه گفت: «همان‌طور که مقام معظم رهبری فرمودند، گروه ویژه‌ای برای بررسی این موضوع تشکیل شده و احتمال می‌دهیم تا پایان این ماه [تیر ۱۳۸۸] دادگاهی مخصوص این عوامل تشکیل شود.».[۳۳]
- حمیدرضا کاتوزیان، نماینده اصولگرا که از اعضای کمیتهٔ مجلس جهت پیگیری حمله به کوی دانشگاه می‌باشد، گفت که ابعاد این حمله از حادثه ۱۸ تیر ۷۸ فجیع‌تر بوده‌است.[نیازمند منبع]
- فراکسیون اقلیت مجلس در گزارش خود پیرامون حوادث پس از انتخابات همکاری نیروی انتظامی با لباس شخصی‌ها را تأیید کرد. در این گزارش آمده که نیروی انتظامی به دو دلیل لباس شخصی‌هایی را که به کوی دانشگاه حمله کرده‌اند، می‌شناسد؛ دلیل اول اینکه لباس شخصی‌ها، دانشجویان را دستگیر و بیرون کوی به پلیس تحویل می‌دادند و دوم اینکه آن شب متجاوز از صد دانشجو بازداشت شدند، اما حتی یک لباس شخصی در میان آن‌ها نبود.[۳۴]
- داریوش قنبری نماینده مجلس و سخنگوی فراکسیون خط امام در مصاحبه با روزنامه اعتماد اعلام کرد: «بر اساس آنچه لاریجانی به فراکسیون قول داده ما منتظر ارائه گزارش کمیته (در مورد حمله به کوی دانشگاه تهران) هستیم و واقعاً اینکه کمیته حقیقت یاب هنوز فعال است یا نه، ما در جریان اصل ماجرا قرار نداریم اما عدم تشکیل جلسه کمیته نمی‌تواند نافی فعالیت آن‌ها باشد چراکه ما خبرهایی داریم که حتی گزارش آن‌ها نهایی هم شده‌است اما به نظر می‌رسد شرایط برای قرائت آن مساعد نیست.» وی همچنین اضافه کرد: «به نظرم بعید است این گزارش به امسال برسد چرا که عملاً بحث بودجه و رسیدگی به لایحه بودجه تا هفته آینده در دستور کار مجلس قرار می‌گیرد و تا انتهای سال (۱۳۸۸) تمام وقتش را به این موضوع اختصاص خواهد داد. به همین دلیل فکر می‌کنم گزارش، اوایل سال بعد (۱۳۸۹) در دستور کار مجلس قرار خواهد گرفت.»[۳۵]
- ۷۸ تن از استادان جهان خواستار محکومیت خشونت در دانشگاه‌های ایران و پیگیری آن شدند.[۳۶]

## افشای فیلمی از حمله و بازتاب آن
در اسفندماه ۱۳۸۸، فیلمی از وقایع نیمه شب (۱٫۳۰ بامداد) ۲۵ خرداد ۱۳۸۸ در کوی دانشگاه تهران، از شبکهٔ بی‌بی‌سی فارسی پخش شد که بنابر اعلام مسئولان این شبکه، توسط نیروهای مهاجم (یکی از لباس شخصی‌ها) تهیه شده و برای نخستین‌بار صحنه‌هایی از حمله نیروی‌های گارد ویژه و لباس شخصی به کوی دانشگاه تهران را به تصویر کشیده‌است. این فیلم ابعاد تازه‌ای از وقایع آن شب در کوی دانشگاه را نشان می‌داد. اندک زمانی پس از پخش آن، نسخهٔ کامل این فیلم در سایت گویا و سپس دیگر سایت‌های اینترنتی منتشر شد. ۴ ماه بعد در خرداد ۱۳۸۹ اسماعیل احمدی مقدم، فرمانده نیروی انتظامی ایران، صحت فیلم را تأیید کرد ولی مدعی شد که فیلم به نفع لباس شخصی‌ها و به ضرر پلیس صداگذاری شده‌است. گفته‌های احمدی‌مقدم، گمانه‌زنی‌های ناظر بر اختلافات داخلی نیروهای امنیتی جمهوری اسلامی را بر سر مسئولیت این حمله تقویت کرد. چراکه این فیلم پس از تودیع عزیزالله رجب‌زاده فرمانده نیروی انتظامی منتشر شد که رجب زاده در آن مسئولیت خشونت‌ها را بر دوش سپاه پاسداران و بسیج گذارده بود اما در بخشی از این فیلم، صدای کسی می‌آمد که می‌گفت حمله با دستور تیمسار رجب‌زاده انجام شده‌است.
فیلمبرداری این فیلم از ساعت ۱٫۳۰ بامداد آغاز می‌شود، هنگامی که هنوز نیروهای امنیتی و لباس‌شخصی به کوی دانشگاه وارد نشده‌اند و در پشت میله‌های کوی قرار دارند. درگیری‌ها در پشت میله‌های کوی و پیش از ورود نیروهای امنیتی به خوابگاه شروع شد. دانشجویان از بالای پشت بام و گارد ویژه از پایین به پرتاب سنگ مشغول بودند و گارد ویژه گاز اشک‌آور نیز شلیک می‌کرد. تصاویری از کپه‌های آتش در فیلم دیده می‌شود که احتمالاً توسط دانشجویان در مقابل گاز اشک‌آور روشن شده بود.
در نهایت حدود ساعت ۲ بامداد لباس‌شخصی‌ها با کمک گارد ویژه وارد کوی می‌شوند. تصاویری از حمله مأموران امنیتی و لباس شخصی به دانشجویان، کشاندن دانشجویی روی زمین، فریادهای لباس شخصی‌هایی که از گارد ویژه می‌خواهند از کتک زدن دانشجویان خودداری کنند، دانشجویانی که در مقابل کتابخانه شهید مفتح در کوی دانشگاه مورد ضرب‌وشتم قرار گرفته و روی زمین خوابانده شده‌اند، صورت خون‌آلود دانشجویی که روی زمین افتاده، بخش‌هایی از این فیلم بود. چنان‌که صدای یکی از مهاجمان در فیلم نشان می‌دهد، این حمله به دستور سردار عزیزالله رجب‌زاده فرمانده وقت نیروی انتظامی تهران بزرگ، صورت گرفته و بنابراین ادعای مقام‌های جمهوری اسلامی در خصوص صورت گرفتن حمله توسط نیروهای «خودسر» را به چالش می‌طلبد.
در خصوص انگیزه‌های ممکن برای انتشار این فیلم نظرات متفاوتی ابراز شد. همچنین شبهاتی در مورد انتشار فیلم و چگونگی رسیدن آن به دست شبکه بی‌بی‌سی وجود داشت که در وبلاگ مدیران بی‌بی‌سی فارسی به برخی از این شبهات پاسخ‌هایی داده شد.

### واکنش‌ها به فیلم حمله به کوی دانشگاه تهران
نمایندگان مجلس
شش روز بعد از نمایش فیلم حمله نیروهای نظامی و شبه نظامی به دانشجویان ساکن خوابگاه‌های کوی دانشگاه تهران از شبکه بی‌بی‌سی فارسی، علاء الدین بروجردی رئیس و کاظم جلالی سخنگوی کمیسیون امنیت ملی و سیاست خارجی مجلس شورای اسلامی با بیان اینکه فیلم را ندیده‌اند گفتند که موارد به نمایش درآمده در فیلم قابل پیگیری است.
در پاسخ به سوال‌های خبرنگاران در حاشیه جلسه علنی مجلس، علاء الدین بروجردی روز یکشنبه ۹ اسفند (۲۸ فوریه) از امکان «مونتاژ» بودن فیلم سخن گفت و کاظم جلالی توصیه کرد که «اعضای کمیته حقیقت‌یاب فیلم را ببینند.»
کاظم جلالی سخنگوی کمیسیون امنیت ملی و سیاست خارجی مجلس شورای اسلامی در گفتگو با خبرگزاری مهر این فیلم را فاقد مطلب جدیدی اضافه بر آنچه که در همان مقطع وقوع به اطلاع مسئولان نظام رسیده بود، دانست.
میرحسین موسوی
در ۸ اسفند۱۳۸۸ میرحسین موسوی در مصاحبه با وبگاه کلمه ضمن اشاره به تصاویر به‌نمایش درآمده در مورد حمله پلیس به دانشجویان گفت: «فیلمی که اخیراً در مورد حمله به خوابگاه دانشجویان پخش شد نشان می‌دهد که تا چه اندازه روحیه فرقه‌گرایی، سبعیت ایجاد می‌کند.» وی افزود: «به نظر کسانی که مشغول ضرب‌وشتم دانشجویان هستند، فرزندان این ملت از حیوانات هم کم‌ارزش‌تر می‌نماید و فاجعه‌بارتر اینکه در سطوح مختلف، مسئولین می‌گویند که نمی‌دانند حمله‌کنندگان چه کسانی هستند.»
دفتر تحکیم وحدت
شورای تهران دفتر تحکیم وحدت در بیانیه‌ای اعلام کرد که سکوت در برابر حمله به کوی دانشگاه تهران، در حکم تأیید این جنایت دانست. این بیانیه در پی انتشار فیلمی از حملهٔ نیروی انتظامی و مأموران لباس شخصی به کوی دانشگاه تهران، پس از انتخابات پرمناقشهٔ ریاست جمهوری خرداد ماه، منتشر می‌شود.
حسین ساجدی نیا - فرمانده نیروی انتظامی تهران بزرگ
به گزارش خبرگزاری مهر فرمانده نیروی انتظامی تهران بزرگ با اشاره به فیلم منتشر شده از کوی دانشگاه گفت: سیستم قضائی کشور پیگیر این موضوع است و اقدام‌های لازم را انجام می‌دهد، ضمن اینکه توسط یک تیم کارشناسی صحت و سقم این فیلم در حال بررسی است.